# Liste der Naturdenkmäler im Bezirk Ried im Innkreis
Die Liste der Naturdenkmäler im Bezirk Ried im Innkreis listet die als Naturdenkmal ausgewiesenen Objekte im Bezirk Ried im Innkreis im Bundesland Oberösterreich auf. Von den 22 Naturdenkmälern handelt es sich bei 21 geschützten Objekten um Bäume oder Baumgruppen, ein Naturdenkmal ist ein geschützter Steinblock. Unter den Naturdenkmälern befinden sich verschiedene heimische sowie exotische Arten, darunter alleine zehn Winter-Linden (Tilia cordata). Räumlich verteilen sich die Naturdenkmäler insbesondere über die Gemeinde Eberschwang, wo sich alleine sechs Naturdenkmäler befinden. Zudem bestehen in der Bezirkshauptstadt Ried im Innkreis und in Mettmach je drei bzw. in Geinberg zwei Naturdenkmäler.

## Naturdenkmäler
| Foto |                 | Name                                            | ID    | Standort                                                       | Beschreibung | Fläche | Datum      |
| ---- | --------------- | ----------------------------------------------- | ----- | -------------------------------------------------------------- | --- | ------ | ---------- |
| 1    | Datei hochladen | 2 Winterlinden und 1 Rosskastanie               | nd005 | Eberschwang KG: Eberschwang GrStNr: 271/1 Standort             | Die Baumgruppe besteht aus zwei Winter-Linden (Tilia cordata) und einer Gewöhnlichen Rosskastanie (Aesculus hippocastanum). Sie befindet sich rund 300 m südlich der Kirche auf einer Anhöhe. Ursprünglich war eine weitere Linde Teil des Naturdenkmals, diese musste jedoch infolge von Kernfäule und die Beschädigung durch einen Sturm 1986 gefällt werden. |        | 27.08.1957 |
| 1    | Datei hochladen | Baumgruppe                                      | nd017 | Eberschwang KG: Leopoldshofstatt GrStNr: 962/2 Standort        | Die Baumgruppe besteht aus zwei Winter-Linden (Tilia cordata) und einer Gewöhnlichen Rosskastanie (Aesculus hippocastanum) und befindet sich neben der Kapelle von St. Peter. |        | 19.04.1961 |
| 1    | Datei hochladen | Stieleiche                                      | nd018 | Eberschwang KG: Mitterbreitsach GrStNr: 903 Standort           | Die Stieleiche (Quercus robur) befindet sich an der Straße von der Ortschaft Oberbreitsach über Ellenham zum Eberschwanger Bahnhof. |        | 19.04.1961 |
| 1    | Datei hochladen | Friedhofslinde                                  | nd022 | Eberschwang KG: Eberschwang GrStNr: 184 Standort               | Die Winter-Linde (Tilia cordata) befindet sich an der Nordseite des Friedhofes von Eberschwang an der Geboltskirchener Bezirksstraße. Ursprünglich waren 1961 drei Linden unter Schutz gestellt worden. Nachdem im Juni 1999 jedoch eine morsche Linde bei einem Sturm umgerissen wurde und eine Linde danach gefährdet erschien, wurde der Schutz von zwei Linden 1999 aufgehoben.Anmerkung: Im Naturschutzbuch unter Fotos als Sommerlinde bezeichnet.                                                                   |        | 19.04.1961 |
| 1    | Datei hochladen | Rotbuche                                        | nd277 | Eberschwang KG: Vocking GrStNr: 1257/1 Standort                | Die Rotbuche (Fagus silvatica) steht am Rande des Forstaufschließungsweges „Anhang“ östlich von Eberschwang.Anmerkung: Koordinaten nur näherungsweise angegeben. |        | 13.09.1984 |
| 1    | Datei hochladen | Zypresse (Zederbaum) in Eitzing                 | nd349 | Eitzing KG: Eitzing GrStNr: 556 Standort                       | Die Lawsons Scheinzypresse (Chamaecyparis lawsoniana) steht rund 250 m östlich des Bauernhauses Weierfing 36. |        | 12.05.1986 |
| 1    | Datei hochladen | 2 Pappeln, 1 Linde bei der Danner-Kapelle       | nd428 | Geinberg KG: Neuhaus GrStNr: 1762; 1766/1, Standort            | Die Baumgruppe besteht aus zwei Pyramidenpappeln (Populus nigra 'Italica') und einer Winter-Linde (Tilia cordata), die sich an der Straßenkreuzung des Güterwegs Nonsbach mit der Straße von Geinberg nach Polling befinden. |        |            |
| 1    | Datei hochladen | Eichen am Kirchenhügel                          | nd035 | Geinberg KG: Geinberg GrStNr: 520; 525 Standort                | Die Baumgruppe besteht aus vier geschützten Stieleichen (Quercus robur), die sich westlich und südlich auf dem Kirchenhügel in Geinberg befinden. |        | 20.03.1963 |
| 1    | Datei hochladen | Linde in Kirchheim                              | nd534 | Kirchheim im Innkreis KG: Kirchheim GrStNr: 505 Standort       | Die Winter-Linde (Tilia cordata) steht neben dem Gebäude Kirchheim 10.Anmerkung: Im Naturschutzbuch ist ND535 verlinkt. |        | 16.05.1994 |
| 1    | Datei hochladen | Alte Linde beim Anwesen Kromberg Nr.1           | nd637 | Lambrechten KG: Lambrechten GrStNr: 1404/3 Standort            | Die Linde befindet sich südlich des Hausweihers vom Anwesen Kromberg 1. Sie wurde zum Zeitpunkt der Unterschutzstellung auf ein Alter von rund 400 Jahren geschätzt und wies einen Stammumfang von 5 bis 6 m auf. Der Kronendurchmesser betrug 16 m, die Höhe wurde auf rund 20 m geschätzt. |        | 27.11.2003 |
| 1    | Datei hochladen | Quarzitkonglomeratstein "Mehrnbacher Vierziger" | nd119 | Mehrnbach KG: Renetsham GrStNr: 840/2 Standort                 | Der Quarzitkonglomeratstein an der Innviertler Straße wurde beim Straßenbau freigelegt. Er wiegt rund 80 Tonnen und weist eine Fläche von rund 5 × 5 m sowie eine Höhe von etwa 2 m auf. |        | 23.01.1979 |
| 1    | Datei hochladen | 2 Eiben                                         | nd526 | Mettmach KG: Großweiffendorf GrStNr: 2102/1 Standort           | Die beiden Europäischen Eiben (Taxus baccata) stehen an der Zufahrt zum Sägewerk Grünbart nördlich der Ortschaft Großweiffendorf. Zum Zeitpunkt der Unterschutzstellung wiesen die Eiben einen Stammumfang von 1,4 bzw. 1,3 m (in einem Meter Höhe gemessen) auf, hatten einen Kronendurchmesser von je 8 m und eine Höhe von rund 10 m.Anmerkung: Im Naturschutzbuch (Download Daten) ist fälschlicherweise die KG Mettmach verzeichnet.                                                                                  |        | 03.12.1993 |
| 1    | Datei hochladen | Bergulme und Efeu                               | nd522 | Mettmach, Gartenstraße 6 KG: Mettmach GrStNr: 1588 Standort    | Die Bergulme (Ulmus glabra) und der Efeu (Hedera helix) befinden sich im Garten des Hauses in der Gartenstraße 6. Die Ulme wies zum Zeitpunkt der Unterschutzstellung einen Stammumfang von 3,3 m (in einem Meter Höhe gemessen), einen Kronendurchmesser von 12 m und eine Höhe von rund 25 m auf. Der Efeu hatte einen Stammumfang von 0,7 m, einen Kronendurchmesser von 3 m und eine Höhe von rund 15 m. |        | 25.11.1993 |
| 0 BW | Datei hochladen | Schlosslinde                                    | nd264 | Mettmach KG: Hub GrStNr: 129/1 Standort                        | Die Winter-Linde (Tilia cordata) steht rund 30 m östlich des Schlosses Hueb. Die Linde wies zum Zeitpunkt der Unterschutzstellung einen Stammumfang von 3,82 m, einen Kronendurchmesser von rund 16 m und eine Höhe von rund 27 m auf. Ihr Alter wurde auf 300 Jahre geschätzt.Anmerkung: KG im Naturschutzbuch falsch als Hueb angegeben. Koordinaten näherungsweise. |        | 18.04.1984 |
| 1    | Datei hochladen | Winterlinde                                     | nd401 | Reichersberg KG: Reichersberg GrStNr: 422 Standort             | Die Winter-Linde (Tilia cordata) steht rund 200 m nordöstlich der Doblkapelle. |        | 24.01.1990 |
| 1    | Datei hochladen | 2 Platanen                                      | nd528 | Ried im Innkreis KG: Ried GrStNr: 879/1 Standort               | Die beiden Platanen stehen nordöstlich des Bezirksgerichtsgebäudes von Ried im Innkreis. Zum Zeitpunkt der Unterschutzstellung wiesen die Platanen einen Stammumfang von 4 bzw. 4,6 m (in einem Meter Höhe gemessen) auf, hatten einen Kronendurchmesser von 15 bzw. 22 m und eine Höhe von je rund 20 m.Anmerkung: Die beiden Bäume werden im Naturschutzbuch Online sowohl als Platanus occidentalis (Amerikanische Platane) als auch als Bastard-Platane (Ahornblättrige Platane bzw. Platanus × hispanica bezeichnet). |        | 13.09.1993 |
| 1    | Datei hochladen | 3 Winterlinden                                  | nd411 | Ried im Innkreis KG: Ried im Innkreis GrStNr: 134/1 Standort   | Die drei Winter-Linden (Tilia cordata) stehen vor der Kapuzinerklosterkirche Kleinried bei einem Kruzifix. Die Linden wiesen zum Zeitpunkt der Unterschutzstellung einen Stammumfang von 3,1 bis 4,75 m auf und erreichten eine Höhe von rund 27 bis 30 m. |        | 08.03.1990 |
| 1    | Datei hochladen | Rotbuche                                        | nd527 | Ried im Innkreis KG: Ried im Innkreis GrStNr: 879/1 Standort   | Die Rotbuche (Fagus silvatica) steht östlich des Gerichtsgebäudes von Ried im Innkreis. Die Buche wies zum Zeitpunkt der Unterschutzstellung einen Stammumfang von 4,1 m, einen Kronendurchmesser von 15 m und eine Höhe von rund 25 m auf. |        | 13.12.1993 |
| 1    | Datei hochladen | Linde in Weiketsedt                             | nd589 | Schildorn KG: Schildorn GrStNr: 105 Standort                   | Die Winter-Linde (Tilia cordata) befindet sich vor dem Anwesen in Weiketsedt 13. Die Linde wies zum Zeitpunkt der Unterschutzstellung einen Stammumfang von 7,25 m (in einem Meter Höhe gemessen), einen Kronendurchmesser von 13 m und eine Höhe von rund 17 m auf. Das Alter des Baumes wurde auf 250 Jahre geschätzt. Der Stamm der Linde teilt sich in rund 6 m Höhe in drei Hauptäste, die eine symmetrische Krone bilden.                                                                                            |        | 24.01.2001 |
| 1    | Datei hochladen | Stieleiche                                      | nd451 | St. Martin im Innkreis KG: St. Martin GrStNr: 129/1 Standort   | Die Stieleiche (Quercus robur) steht neben einer Kapelle am Beginn des Güterweges Moosböck. |        | 04.03.1991 |
| 1    | Datei hochladen | Linden bei der Wimmerkapelle                    | nd130 | Taiskirchen im Innkreis KG: Taiskirchen GrStNr: 466/4 Standort | Die drei Winter-Linden (Tilia cordata) stehen bei der Wimmerkapelle unmittelbar bei der Ortstafel in Taiskirchen. Die Unterschutzstellung einer vierten Linde wurde 1993 auf Grund ihres schlechten Zustandes aufgehoben. |        | 29.08.1980 |
| 1    | Datei hochladen | Kaiser-Linde in Weilbach                        | nd410 | Weilbach KG: Voitshofen GrStNr: 888/2 Standort                 | Die Winter-Linde (Tilia cordata) wurde 1868 anlässlich des 20-jährigen Regierungsjubiläums von Kaiser Franz Joseph I. gepflanzt. Sie befindet sich bei km 10,2 der Geinberger-Bezirksstraße bei einem Parkplatz. Die Linde wies zum Zeitpunkt der Unterschutzstellung einen Stammumfang von 6,9 m, einen Kronendurchmesser von 19 m und eine Höhe von 19 m auf. |        | 07.03.1990 |

## Ehemalige Naturdenkmäler
| Foto |                 | Name                       | ID     | Standort                                         | Beschreibung | Fläche | Datum      |
| ---- | --------------- | -------------------------- | ------ | ------------------------------------------------ | --- | ------ | ---------- |
| 0    | Datei hochladen | Eiche                      | gnd131 | Andrichsfurt                                     | Die am Straßenrand der Innviertler Landesstraße stehende Eiche hatte einen Stammumfang von 3,9 m. |        |            |
| 0    | Datei hochladen | Linde                      | gnd016 | Eberschwang                                      | Die Kapellenlinde hatte eine Höhe von rund 20 m, einen Stammumfang von 4 m und einen Kronendurchmesser von 14 m.                                                                                               |        |            |
| 0    | Datei hochladen | Baumgruppe                 | gnd019 | Eberschwang                                      | Die Baumgruppe bestand aus einer Winterlinde und einer Robinie. Die Linde hatte eine Höhe von rund 22 m, einen Stammumfang von 3,5 m und einen Kronendurchmesser von 16 m.                                     |        |            |
| 0    | Datei hochladen | Zierkirschbäume            | gnd020 | Eberschwang                                      | Die vier japanischen Zierkirschbäume auf dem Vorplatz der Volksschule Eberschwang hatten eine Höhe von rund 8 m, Stammumfänge von 2,3 bis 2,6 m und Kronendurchmesser von je zwei Bäumen zusammen von 18 m.    |        |            |
| 1    | Datei hochladen | Robinie                    | gnd021 | Eberschwang KG: Eberschwang GrStNr: 290 Standort | Die Gewöhnliche Robinie (Robinia pseudoacacia) stand an der Nordseite des Kirchenplatzes von Eberschwang. Sie hatte eine Höhe von rund 20 m, einen Stammumfang von 4,7 m und einen Kronendurchmesser von 10 m. |        | 19.04.1961 |
| 0    | Datei hochladen | Linden                     | gnd037 | Eberschwang                                      | Die zwei Winterlinden zu beiden Seiten eines Wegkreuzes hatten eine Höhe von rund 22 m, Stammumfänge von 2,3 bzw. 2,6 m und einen gemeinsamen Kronendurchmesser von 12 m.                                      |        |            |
| 0    | Datei hochladen | Rotbuche in Eberschwang    | gnd271 | Eberschwang                                      | Die rund 100 Jahre alte Rotbuche hatte eine Höhe von rund 30 m, einem Stammumfang von 6,55 m und einen Kronendurchmesser von 18 m und war in ihrer Wuchsform eine seltene, mächtige Erscheinung.               |        |            |
| 0    | Datei hochladen | Linde in Neuhaus           | gnd409 | Geinberg                                         | Mit ihrer Höhe von rund 30 m war die Winterlinde weithin sichtbar und landschaftsprägend. |        |            |
| 0    | Datei hochladen | Hauslinde in Kirchdorf/Inn | gnd550 | Kirchdorf am Inn                                 | |        |            |
| 0    | Datei hochladen | Linde in Utzenaich         | gnd452 | Utzenaich                                        | |        |            |

| Foto:                    | Fotografie des Naturdenkmals. Klicken des Fotos erzeugt eine vergrößerte Ansicht. Daneben finden sich zwei Symbole: \| Weitere Bilder vorhanden \| Das Symbol bedeutet, dass weitere Fotos des Objekts verfügbar sind. Durch Klicken des Symbols werden sie angezeigt. \| \| Eigenes Foto hochladen \| Durch Klicken des Symbols können weitere Fotos des Objekts in das Medienarchiv Wikimedia Commons hochgeladen werden. \| |
| Name:                    | Bezeichnung des Naturdenkmals laut offiziellen Quellen |
| ID                       | Identifikator |
| Standort:                | Es ist die Gemeinde und falls vorhanden die Adresse angegeben. Darunter sind die Katastralgemeinde (KG) und die Grundstücksnummer angeführt. Durch Aufruf des Links Standort wird die Lage des Denkmals in verschiedenen Kartenprojekten angezeigt. |
| Beschreibung             | Kurze Beschreibung des Naturdenkmals |
| Fläche                   | Fläche des Naturdenkmals in Hektar (ha) |
| Datum                    | Datum oder Jahr der Unterschutzstellung |
| Weitere Bilder vorhanden | Das Symbol bedeutet, dass weitere Fotos des Objekts verfügbar sind. Durch Klicken des Symbols werden sie angezeigt. |
| Eigenes Foto hochladen   | Durch Klicken des Symbols können weitere Fotos des Objekts in das Medienarchiv Wikimedia Commons hochgeladen werden. |